# أندريس سوريانو
أندريس سوريانو هو شخصية أعمال فلبيني، ولد في 8 فبراير 1898 في مانيلا في الفلبين، وتوفي في 30 ديسمبر 1964 في بوسطن في الولايات المتحدة.